# Harvey (orkaan)

Windsnelheden en luchtdruk tijdens orkaan Harvey

De orkaan Harvey was de eerste majeure orkaan die aan land kwam in de Verenigde Staten sinds orkaan Wilma in 2005. Daarmee eindigde een recordperiode van 12 jaar zonder dat een orkaan van categorie 3 of hoger aan land kwam in de Verenigde Staten. De orkaan was de derde orkaan van het Atlantisch orkaanseizoen 2017. 
Op 26 augustus 2017 kwam Harvey aan land bij Rockport in de staat Texas, vlak bij de miljoenenstad Houston. De orkaan zwakte hierna af tot een tropische storm die nog dagen aan bleef houden en zich voedde met het warme water dat van zijn eigen regenval afkomstig was. Met name Houston kreeg te maken met zeer zware regenval en wateroverlast. Tienduizenden inwoners van deze stad moesten op zoek naar een veilig onderkomen. Harvey trof ook de Golf van Mexico.
De economische schade voor Texas werd nog voordat de orkaan aan land kwam geschat op 40 miljard dollar. Een aantal dagen later werd echter vermeld dat de kosten waarschijnlijk (veel) hoger liggen dan het desastreuze bedrag van 125 miljard dollar dat orkaan Katrina in 2005 in New Orleans toebracht (volgens Amerikaanse bronnen zou de schade van Harvey rond de 160 miljard dollar liggen), wat zou betekenen dat Harvey, qua kosten, de meest ontwrichtende orkaan ooit in de geschiedenis van de Verenigde Staten zal worden.
Volgens de National Weather Service zijn de gevolgen van Harvey "de ergste ooit gezien". Hiermee is Harvey de ergste orkaan sinds Katrina, die in 2005 enorme schade in New Orleans teweegbracht.

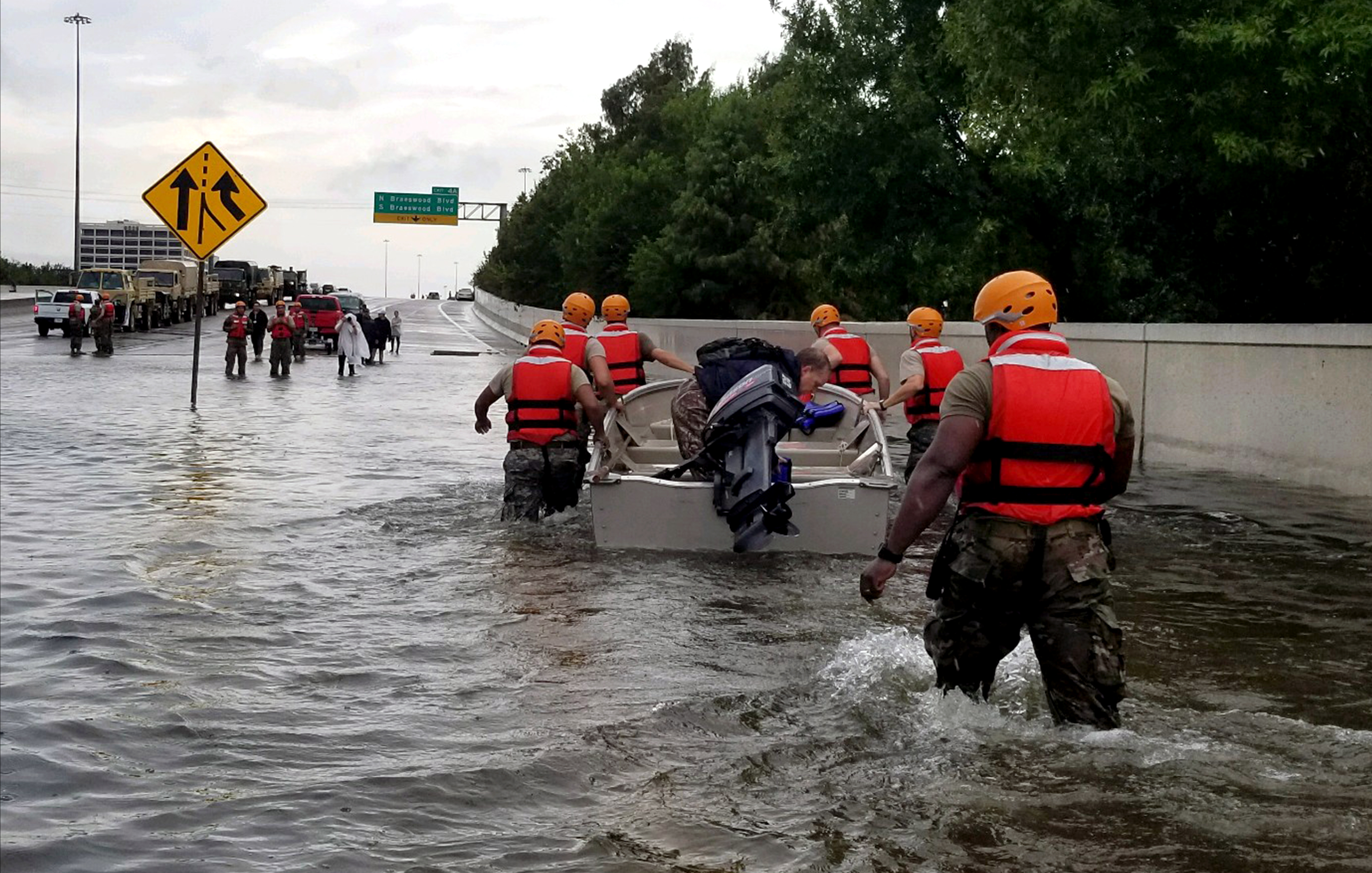
Reddingswerkers van het Amerikaanse leger tijdens de overstromingen in Houston